# Parc Nacional de Jasper
El Parc Nacional de Jasper (en anglès Jasper National Park) és el parc nacional més gran de les Canadian Rockies amb 10.878 km². Està situat a la província d'Alberta, al nord del Parc Nacional de Banff i a l'oest de la ciutat d'Edmonton. El parc inclou les glaceres del camp de gel Columbia, aigües termals, llacs, cascades i imponents muntanyes. La vida salvatge al parc és representada per uapitís, caribús, ants, cérvols muls, cérvols de Virgínia, cabres blanques, muflons de les Rocoses, ossos Grizzly, ossos negres, coiots, castors, piques de les Rocoses, marmotes grises, llops, pumes, i goluts.

## Història

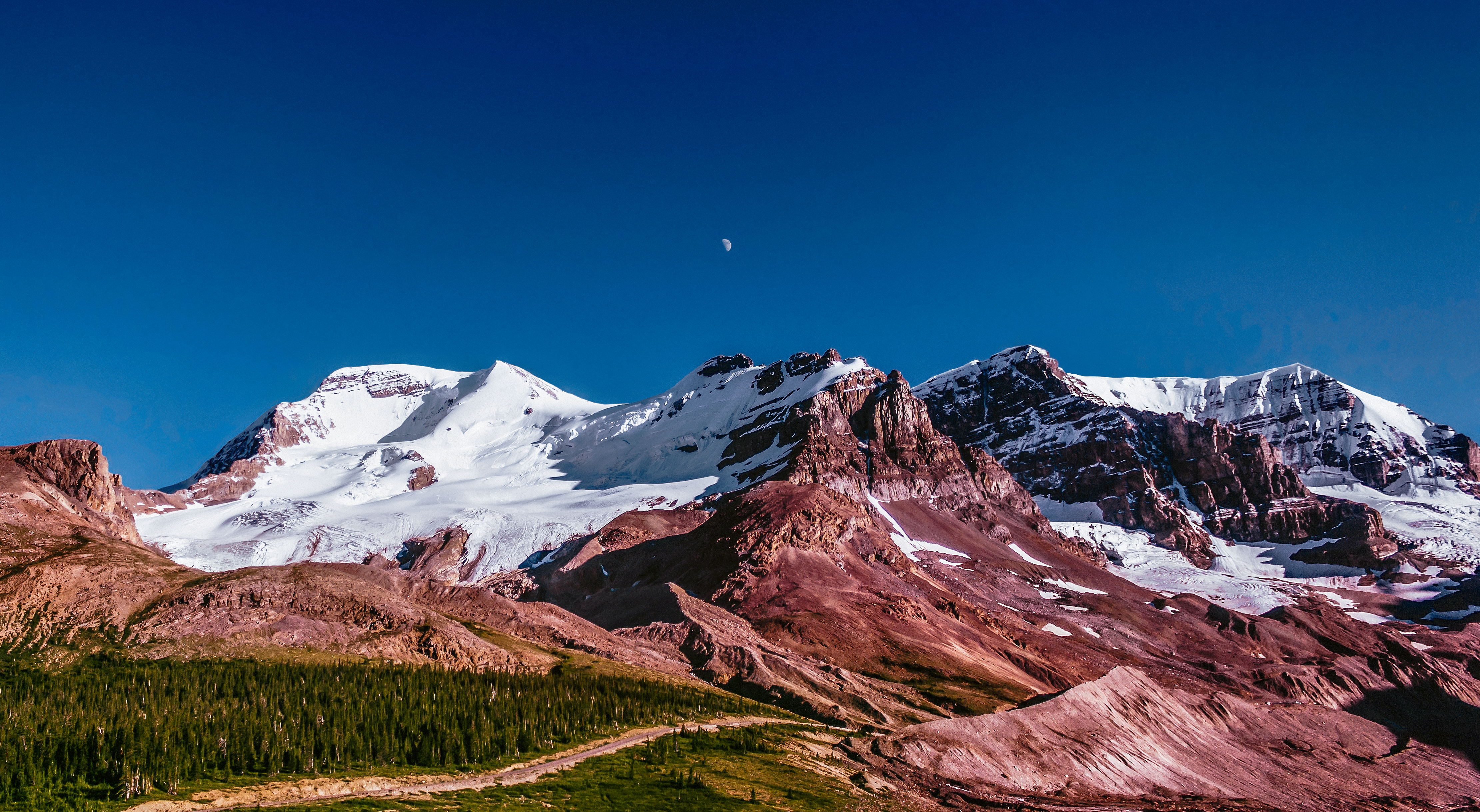
Mont Athabasca al Parc Nacional de Jasper l'estiu de 2013.

El Parc Nacional de Jasper rep el nom en record a Jasper Hawes, que treballà en una base comercial a la zona per la Companyia del Nord-oest. Abans era conegut com a Fitzhugh. El 14 de setembre 1907 va obtenir la primera protecció oficial com a Jasper Forest Park, passant a la categoria de parc nacional el 1930, amb l'aprovació de la Llei de Parcs Nacionals del Canadà. El 2012 va obtenir 1.991.482 visitants.
Aquest parc va ser declarat Patrimoni de la Humanitat per la UNESCO el 1984, juntament amb els altres parcs nacionals i provincials que formen els Parcs de les muntanyes Rocoses canadenques, pels paisatges de muntanya que contenen imponents cims, glaceres, llacs, cascades, congosts i coves de pedra calcària, així com fòssils.

## Geografia
Els rius més importants que tenen les fonts dins el parc són el riu Athabasca i el riu Smoky, aquest darrer l'afluent més important del riu Peace i pertanyent a la conca del Mackenzie.
Els principals atractius del Parc són el mont Edith Cavell, el llac i mont Pyramid, els llacs Maligne i Medicine i la vall Tonquin.